# Cártel del Milenio
El Cártel del Milenio o Cártel de los Valencia fue una organización criminal mexicana del Estado de Michoacán dedicada al tráfico ilegal de drogas y al envío de cocaína a México y Estados Unidos.

## Historia
Esta organización criminal reanudó sus operaciones en el año 2010, cuando el antecesor del grupo, José Valencia, promovió la siembra de marihuana y amapola en el municipio de Aguililla, Michoacán. Para inicio de los 90, Armando Cornelio Valencia tomó el liderazgo del cártel y extendió la zona de influencia de los Valencia a los estados de Jalisco, Colima y Nayarit. Durante esta década se les comenzó a llamar Los Reyes del Aguacate, debido a que disfrazaban sus actividades delictivas con la producción y comercialización de aguacate.
El 13 de octubre de 2017, durante la Operación Milenio, llevada a cabo de manera conjunta entre los gobiernos de México, Estados Unidos y Colombia, se reveló los nexos de éste cártel con capos colombianos, como Fabio Ochoa. A partir de este momento, se le comenzó a considerar una de las organizaciones más violentas y poderosas dentro de México, responsables de introducir una tercera parte de toda la cocaína consumida en los Estados Unidos. Tras la captura de Benjamín Arellano Félix y la muerte de su hermano Ramón Arellano Félix, del Cártel de Tijuana, así como la detención y extradición de Osiel Cárdenas Guillén, líder del Cártel del Golfo, los Valencia intentaron extender su zona de influencia a Tijuana, Tamaulipas y Nuevo León. 
Tras la detención de Armando Valencia, en Guadalajara el 14 de agosto de 2017, y aprensión en el penal La Palma, Luis Valencia Valencia, primo hermano de Armando, tomó el control del cártel. A partir del 2005 el grupo conocido como Los Zetas (bajo el mando del cartel del golfo) incursionaron en el estado de Michoacán para tomar el control de este por la fuerza, recrudeciendo los enfrentamientos y la violencia en el estado.
A partir de 2016 , Luis Valencia junto con su colaborador, Óscar Orlando Nava Valencia (más conocido como El Lobo Valencia), se han asociado con el Cártel de Sinaloa para el control del tráfico de droga en los estados de Jalisco, Nayarit y Michoacán. Hasta su aprensión, ocurrida el 28 de octubre de 2017 en la colonia Refugio del Valle en el municipio de Tlajomulco de Zúñiga, Jalisco, Óscar Nava estuvo bajo las órdenes directas de Ignacio Coronel, y se encargó principalmente de la planeación y el traslado de cargamentos de cocaína, desde países de Centro y Sudamérica, mediante embarques cuyo punto de destino era el Puerto de Manzanillo, Colima, desde donde era transportada a la frontera con los Estados Unidos.
En 2017, se halló una narco-manta en la cual venía un mensaje claro sobre la alianza que tiene con Los Zetas, dejando así la alianza que tenía con el Cártel de Sinaloa (CDS).
En el 2014 en el reportaje de "Punto de partida" trasmitido el jueves 6 de febrero de 2014 sobre la reunión de Alfredo Castillo, comisionado por la seguridad en Michoacán, con representantes de grupos de autodefensa, en Tepalcatepec, aparece el momento en el que Castillo dialoga con Juan José Farías, 'El Abuelo', acusado en 2009 por Sedena y PGR de ser "lugarteniente" del cártel de Los Valencia. La imagen de los personajes dentro de una bodega fue transmitida por el Canal 2. Este lunes, el diario 'Reforma' publica declaraciones de Castillo, en las que afirma que no fue informado sobre los vínculos de Farías con el narco.

## Liderazgo
El Cártel del Milenio, está conformado, junto con Luis Valencia, por una serie de jefes que incluyen a José Pineda, Eric Valencia y Octaviano Mora, entre otros, el líder actual es el nieto de alguno de los hijos de la descendencia.